# Sexy botky
Sexy botky (v originále Kinky Boots) je britsko-americká tragikomedie z roku 2005, který režíroval Julian Jarrold. Děj, který je založen na skutečném příběhu, se točí kolem výrobce bot z Northamptonu, který se specializuje na fetišovou obuv pro muže, aby zachránil rodinný podnik. Snímek měl světovou premiéru na filmovém festivalu Dinard Festival of British Cinema dne 7. října 2005.

## Děj
Charlie Price se po otcově smrti snaží zachránit krachující rodinnou firmu – továrnu na boty – tím, že propustí část zaměstnanců. Mimo jiné vyhodí Lauren, která mu při odchodu poradí, aby našel něco, co může zachránit firmu a pracovní místa. Při hledání inspirace Charlie cestuje do Londýna a narazí na ženu, kterou na ulici obtěžují opilci. Charlie se jí snaží pomoct, ale je sražen k zemi. Když přijde k sobě, ocitne se v divadelní šatně. Tak se seznámí se Simonem, alias drag queen Lolou. Lola si Charliemu stěžuje že drag queen musí nosit boty vyrobené pro ženy, takže se jim kvůli vyšší váze mužů mnohem častěji lámou podpatky. Charlie znovu přijme Lauren a společně slíbí Lole, že jí vyrobí pár bot navržených tak, aby udržely mužskou váhu. Při výrobě Loliných bot Charlie objeví mezeru na trhu: boty pro mužské transvestity. S pomocí Loly začne Charlie navrhovat a vyrábět boty pro módní přehlídku v Miláně. Musí však překonávat určité potíže: Charlieho přítelkyně chce, aby továrnu prodal developerovi na přestavbu bytů, mužští zaměstnanci nejsou z nových produktů vůbec nadšení a Charlie zatěžuje zaměstnance příliš velkým množstvím práce. Lola aktivně pomáhá překonat krizi a zachránit situaci.

## Obsazení
| Joel Edgerton    | Charlie Price |
| Chiwetel Ejiofor | Simon/Lola    |
| Sarah-Jane Potts | Lauren        |
| Nick Frost       | Don           |
| Linda Bassett    | Mel           |
| Jemima Rooper    | Nicola        |
| Robert Pugh      | Harold Price  |
| Ewan Hooper      | George        |
| Stephen Marcus   | Mike          |
| Mona Hammond     | Pat           |
| Kellie Bright    | Jeannie       |
| Joanna Scanlan   | Trish         |

## Ocenění
- Zlatý glóbus: nominace na nejlepší mužský herecký výkon v komedii nebo muzikálu (Chiwetel Ejiofor)
- British Independent Film Awards: nominace v kategoriích nejlepší herec (Chiwetel Ejiofor), nejlepší scénář (Geoff Deane a Tim Firth) a Douglas Hicox Award (Julian Jarrold)
- Filmový festival na Floridě: Cena diváků v kategorii Nejlepší mezinárodní hraný film